# A Day at School
A Day at School é um filme mudo de curta-metragem norte-americano de 1916, do gênero comédia, dirigido por Willard Louis e estrelado por Oliver Hardy.

## Elenco
- Oliver Hardy - Gordo (como Babe Hardy)
- Billy Ruge
- Joe Cohen - Pai
- Ray Godfrey - Filha
- Bert Tracy - Janitor
- Anna Mingus - Principal